# Вальдбауэр, Иван
Иван Вальдбауэр (англ. Ivan Francis Waldbauer; 23 сентября 1923, Будапешт — 13 сентября 2012, Оберлин) — американский музыковед и педагог венгерского происхождения. Сын Имре Вальдбауэра.
Окончил Музыкальную академию имени Ференца Листа, в годы Второй мировой войны участвовал в антифашистском сопротивлении. В 1947 г. эмигрировал в США. Преподавал исторические и теоретические дисциплины, а также фортепиано в Рид-колледже, Вассар-колледже, Корнеллском университете и наконец с 1960 г. в Брауновском университете, выйдя на пенсию в 1990 г. В 1964 году защитил в Гарвардском университете диссертацию по истории музыки «Цитра в XVII веке и музыка для неё во Франции и Нидерландах» (англ. The Cittern in the Sixteenth Century and its Music in France and the Low Countries).
Преимущественную сферу музыковедческих интересов Вальдбауэра составляло творчество Белы Бартока, которого он знал в детстве и юности (известно, что Барток лично выгнал юных Вальдбауэра-младшего и Като Хаваш со своей репетиции с Вальдбауэром старшим за слишком шумное поведение); на протяжении ряда лет работал в нью-йоркском архиве композитора. Интерес специалистов вызвала и работа Вальдбауэра о римановой периодизации истории музыки (англ. Riemann's Periodization Revisited and Revised, 1989). Среди учеников Вальдбауэра, в частности, Реджинальд Аше.